# Nalensnajdare

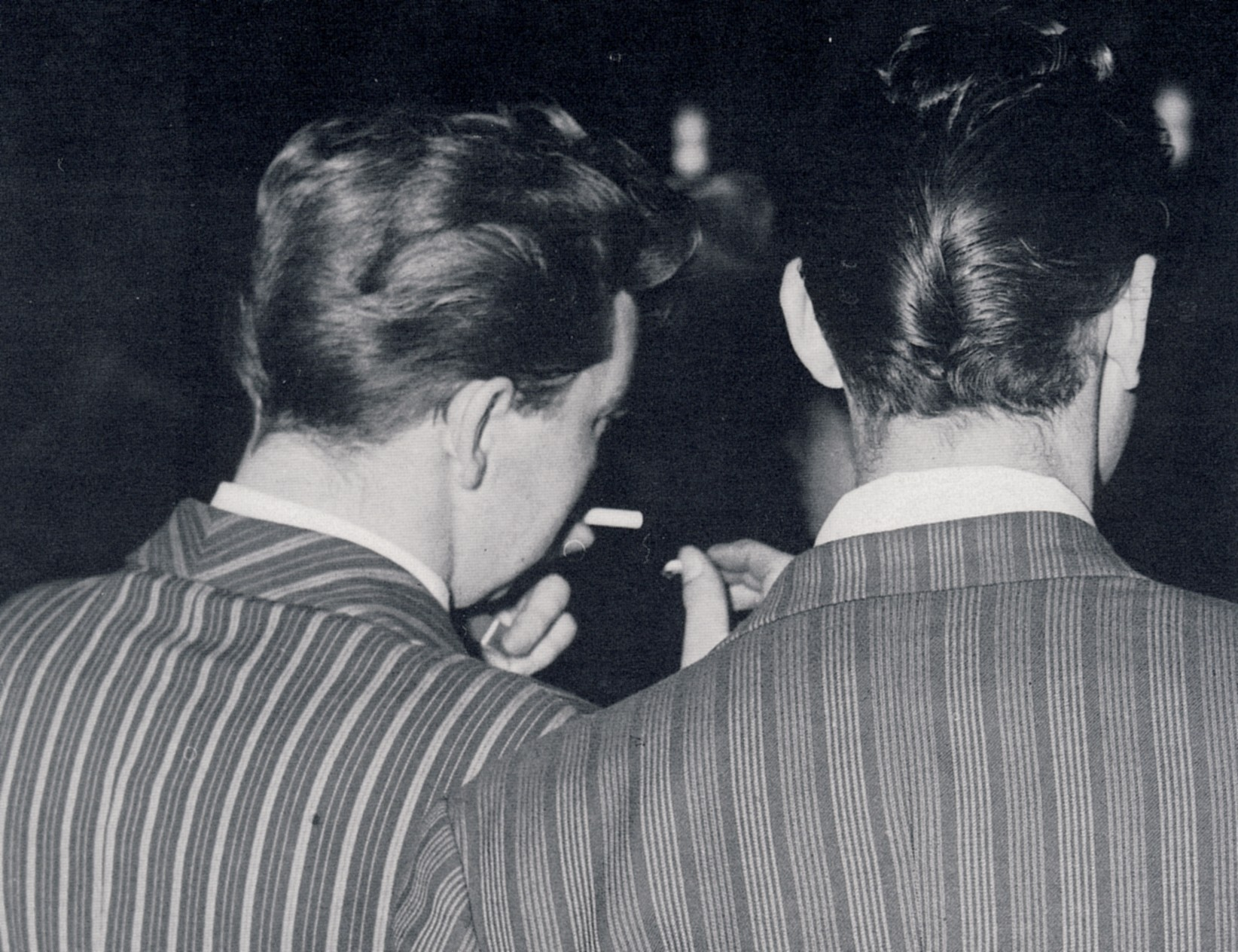
Nalensnajdare, 1954

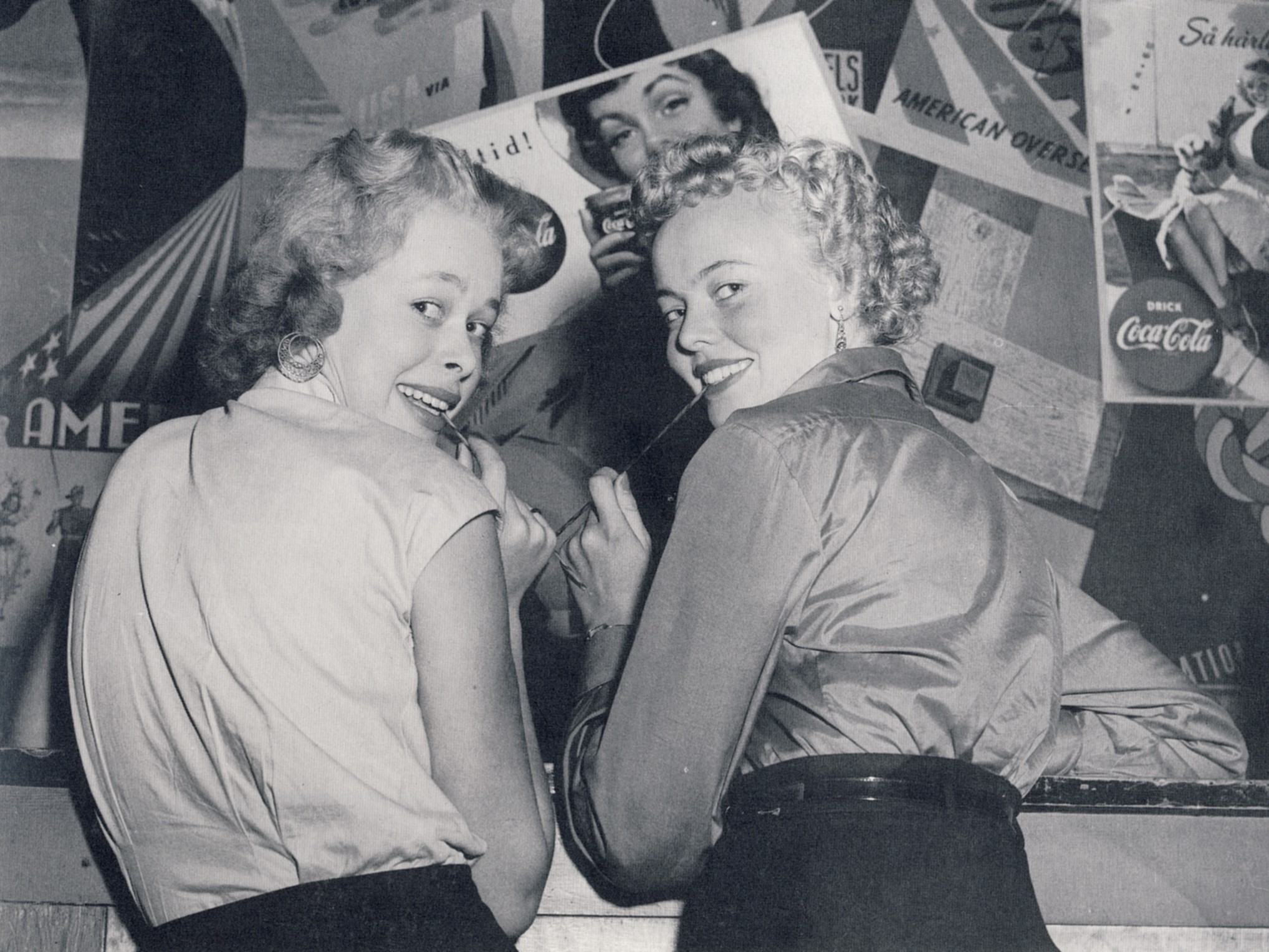
Nalenbönor, 1954

Nalensnajdare kallades unga män som tillhörde en ungdomskultur i Sverige under uppkom under tidiga 1940-talet. Den förknippades med nöjespalatset Nalen i Stockholm. Nalensnajdaren var swingpjattens motpol, och hade kortklippt hår under en smalbrättad hatt. 
Ordet "snajdare" är ett äldre begrepp för en välklädd man. Nalensnajdarna var skilda från swingpjattarna genom att de var kortklippta, bar korta kavajer och smala hattbrätten. De framstod som modemedvetna jämfört med swingpjattarna. Den kvinnliga formen av nalensnajdare är "nalenböna". De höll till på samma uteställen och gillade ungefär samma musik.